# Camillo Marinone
Camillo Marinone, (24 de mayo de 1909-1942) fue un jugador de baloncesto italiano. Fue medalla de plata con Italia en el Eurobasket de Letonia 1937.

## Trayectoria
- Ginnastica Triestina (1930-1934)
- Olimpia Milano (1936-1937)

## Palmarés
- LEGA: 4

Olimpia Milano: 1935-1936, 1936-1937, 1937-1938, 1938-1939